# 운켄 반사

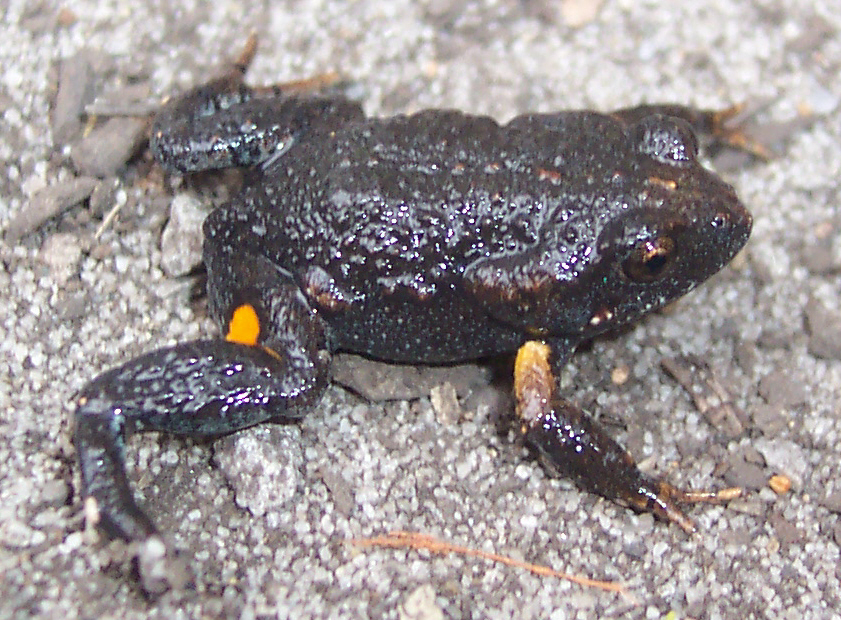
숨기고 있던 노란 반점을 드러내는 검은쇠두꺼비

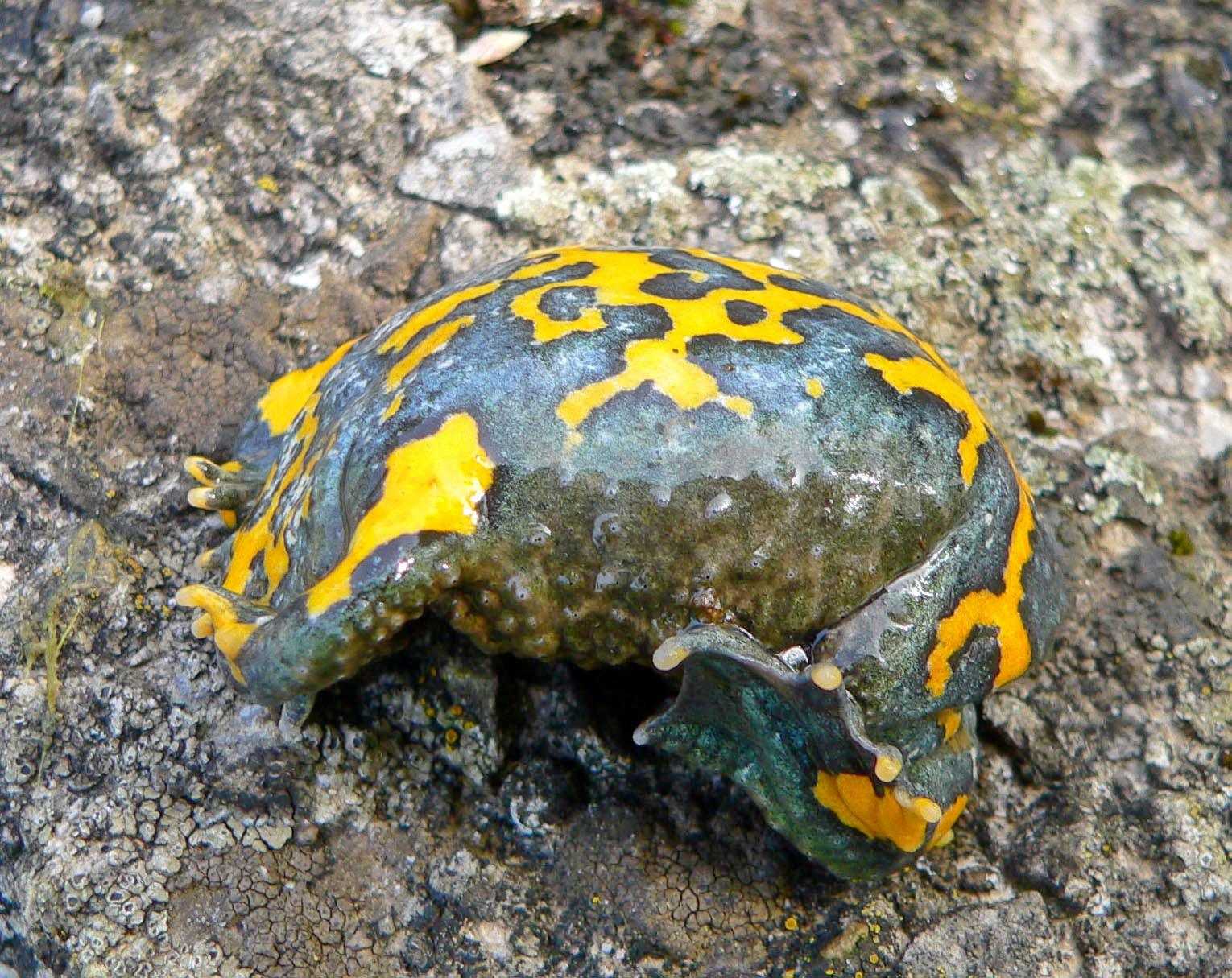
배를 드러낸 노란배두꺼비

운켄 반사(-反射, 영어: Unkenreflex)는 개구리·두꺼비·도롱뇽 등 양서류에 속하는 동물들이 위협과 맞닥뜨렸을 때 취하는 반사적인 방어 습성이다. 이 습성은 천적이 막 습격해올 때, 몸을 까뒤집어 복부·꼬리 밑면·안다리를 노출시키는 습성으로, 이 행동을 취하고 있을 때에는 움직일 수 없다.
운켄 반사를 취한 양서류는 부포톡신 등 독극물을 귀밑샘에서 분비하고, 몸에 힘을 잔뜩 주고 공기를 삼켜 부풀린다. 또한 노출 부위에 있는 경계색이 드러나서 자신은 독성을 띠고 있다는 것을 경고한다.
운켄 반사를 보이는 모든 양서류가 경계색을 갖는 것은 아니고, 마찬가지로 양서류가 모두 똑같은 형태로 운켄 반사를 보이는 것도 아니다.